# كارل أبفيلباتشر
كارل أبفيلباتشر عالم رياضيات ألمانيًا شغل منصب وزير التعليم العالي في منطقة بافاريا الشرقية العليا.  كان طالبًا لدى كل من أرنولد سومرفيلد و هاينريش تيتز  في جامعة لودفيغ ماكسيميليان ، حيث حصل على الدكتوراه عام 1939.  ثم ذهب إلى تدريس الرياضيات والعلوم وكذلك الإدارة في المدارس الثانوية. في عام 1964 ، تم الاستشهاد به على أنه مدير الدراسات  في المدرسة الثانوية  في بورغهاوزن . في 16 أكتوبر 1964 ، تم الاستيلاء على المدرسة من قبل وزارة الدولة البافارية للتعليم والثقافة. 

## ملحوظات
1. ↑  مذكور في: مشروع إحصاء علماء الرياضيات. لغة العمل أو لغة الاسم: الإنجليزية.
2. ↑  "Aventinus-Gymnasium Burghausen" (PDF). مؤرشف من الأصل (PDF) في 2007-09-29. اطلع عليه بتاريخ 2006-12-19.
3. ↑  Tietze – MacTutor نسخة محفوظة 2019-11-09 على موقع واي باك مشين.
4. ↑  Apfelbacher نسخة محفوظة 2007-06-21 على موقع واي باك مشين. – Mathematics Genealogy Project. Dissertation title: Über Beziehungen zwischen Umgebungsräumen und Häufungsräumen
5. ↑  Oberstudiendirektor: headmaster for a secondary school.
6. ↑  An Oberrealschule presented a non-classical education, i.e., modern languages, science, and mathematics.
7. ↑  Bayerischen Staatsministeriums für Unterricht und Kultus: the Bavarian section of the Kultusministerium, the Ministry for Education and Culture. The sections in each German state have different names and functions apart from the administration of the school sphere. The term "Kultus" stands for church affairs, which was historically seen as the core task of a Ministry for Education and Culture, so the literal translation is the "Bavarian State Ministry for Education and Church Affairs." See: Kultusministerium نسخة محفوظة 2006-12-18 على موقع واي باك مشين. - Bayerischen Staatsministeriums für Unterricht und Kultus.